# الرتب العسكرية للقوات المسلحة (سورية)
هذه قائمة بالرتب العسكرية في الجيش العربي السوري. تقسم الرتب العسكرية إلى أفراد وصف ضباط وضباط. كما تصنف رتب الضباط إلى ضباط أعوان وضباط قادة وضباط أمراء.

## رتب الضباط
شارات ورتب الضباط.
| القوة العسكرية                  | الضباط الأمراء | الضباط الأمراء | الضباط الأمراء | الضباط الأمراء | الضباط الأمراء | الضباط الأمراء | الضباط الأمراء | الضباط الأمراء | الضباط الأمراء | الضباط الأمراء | الضباط القادة | الضباط القادة | الضباط القادة | الضباط القادة | الضباط القادة | الضباط القادة | الضباط الأعوان | الضباط الأعوان | الضباط الأعوان | الضباط الأعوان | الضباط الأعوان | الضباط الأعوان | الضباط الأعوان | الضباط الأعوان | الطلاب | الطلاب | الطلاب | الطلاب | الطلاب | الطلاب | الطلاب | الطلاب | الطلاب | الطلاب | الطلاب | الطلاب |
| ------------------------------- | -------------- | -------------- | -------------- | -------------- | -------------- | -------------- | -------------- | -------------- | -------------- | -------------- | ------------- | ------------- | ------------- | ------------- | ------------- | ------------- | -------------- | -------------- | -------------- | -------------- | -------------- | -------------- | -------------- | -------------- | ------ | ------ | ------ | ------ | ------ | ------ | ------ | ------ | ------ | ------ | ------ | ------ |
| القوات البرية العربية السورية · |                |                |                |                |                |                |                |                |                |                |               |               |               |               |               |               |                |                |                |                |                |                |                |                |        |        |        |        |        |        |        |        |        |        |        |        |
| فريق                            | فريق           | عماد أول       | عماد أول       | عماد           | عماد           | لواء           | لواء           | عميد           | عميد           | عقيد           | عقيد          | مقدم          | مقدم          | رائد          | رائد          | نقيب          | نقيب           | ملازم أول      | ملازم أول      | ملازم أول      | ملازم          | ملازم          | ملازم          |                |        |        |        |        |        |        |        |        |        |        |        |        |
| البحرية السورية                 |                |                |                |                |                |                |                |                |                |                |               |               |               |               |               |               |                |                |                |                |                |                |                |                |        |        |        |        |        |        |        |        |        |        |        |        |
| فريق                            | فريق           | عماد أول       | عماد أول       | عماد           | عماد           | لواء           | لواء           | عميد           | عميد           | عقيد           | عقيد          | مقدم          | مقدم          | رائد          | رائد          | نقيب          | نقيب           | ملازم أول      | ملازم أول      | ملازم أول      | ملازم          | ملازم          | ملازم          |                |        |        |        |        |        |        |        |        |        |        |        |        |
| القوات الجوية العربية السورية · |                |                |                |                |                |                |                |                |                |                |               |               |               |               |               |               |                |                |                |                |                |                |                |                |        |        |        |        |        |        |        |        |        |        |        |        |
| فريق                            | فريق           | عماد أول       | عماد أول       | عماد           | عماد           | لواء           | لواء           | عميد           | عميد           | عقيد           | عقيد          | مقدم          | مقدم          | رائد          | رائد          | نقيب          | نقيب           | ملازم أول      | ملازم أول      | ملازم أول      | ملازم          | ملازم          | ملازم          |                |        |        |        |        |        |        |        |        |        |        |        |        |
| القوة العسكرية                  | الضباط الأمراء | الضباط الأمراء | الضباط الأمراء | الضباط الأمراء | الضباط الأمراء | الضباط الأمراء | الضباط الأمراء | الضباط الأمراء | الضباط الأمراء | الضباط الأمراء | الضباط القادة | الضباط القادة | الضباط القادة | الضباط القادة | الضباط القادة | الضباط القادة | الضباط الأعوان | الضباط الأعوان | الضباط الأعوان | الضباط الأعوان | الضباط الأعوان | الضباط الأعوان | الضباط الأعوان | الضباط الأعوان | الطلاب | الطلاب | الطلاب | الطلاب | الطلاب | الطلاب | الطلاب | الطلاب | الطلاب | الطلاب | الطلاب | الطلاب |

رتبتي العماد والعماد أول تسميان فريق وفريق أول في باقي الجيوش العربية مثل الجيش المصري. بينما تعادل رتبة الفريق في سوريا، رتبة المشير في مصر.

## رتب صف الضباط والجنود
شارات ورتب وصف الضباط والجنود.
| القوة العسكرية                  | كبار ضباط الصف | كبار ضباط الصف | كبار ضباط الصف | كبار ضباط الصف | كبار ضباط الصف | كبار ضباط الصف | كبار ضباط الصف | كبار ضباط الصف | كبار ضباط الصف | كبار ضباط الصف | كبار ضباط الصف | كبار ضباط الصف | كبار ضباط الصف | كبار ضباط الصف | كبار ضباط الصف | كبار ضباط الصف | كبار ضباط الصف | كبار ضباط الصف | كبار ضباط الصف | كبار ضباط الصف | كبار ضباط الصف | كبار ضباط الصف | صغار ضباط الصف | صغار ضباط الصف | صغار ضباط الصف | صغار ضباط الصف | صغار ضباط الصف | صغار ضباط الصف | الأفراد  | الأفراد  | الأفراد  | الأفراد  | الأفراد | الأفراد | الأفراد   | الأفراد   |
| ------------------------------- | -------------- | -------------- | -------------- | -------------- | -------------- | -------------- | -------------- | -------------- | -------------- | -------------- | -------------- | -------------- | -------------- | -------------- | -------------- | -------------- | -------------- | -------------- | -------------- | -------------- | -------------- | -------------- | -------------- | -------------- | -------------- | -------------- | -------------- | -------------- | -------- | -------- | -------- | -------- | ------- | ------- | --------- | --------- |
| القوات البرية العربية السورية · |                |                |                |                |                |                |                |                |                |                |                |                |                |                |                |                |                |                |                |                |                |                |                |                |                |                |                |                |          |          |          |          |         |         | بدون شارة | بدون شارة |
| القوات البرية العربية السورية · | مساعد أول      | مساعد أول      | مساعد أول      | مساعد ثاني     | مساعد ثاني     | مساعد ثاني     | مساعد          | مساعد          | رقيب أول       | رقيب أول       | رقيب ثاني      | رقيب ثاني      | رقيب ثاني      | رقيب ثاني      | رقيب ثاني      | رقيب ثاني      | رقيب           | رقيب           | رقيب           | رقيب           | رقيب           | رقيب           | عريف           | عريف           | عريف           | عريف           | جندي أول       | جندي أول       | جندي أول | جندي أول | جندي أول | جندي أول | جندي    | جندي    |           |           |
| البحرية السورية                 |                |                |                |                |                |                |                |                |                |                |                |                |                |                |                |                |                |                |                |                |                |                |                |                |                |                |                |                |          |          |          |          |         |         | بدون شارة | بدون شارة |
| البحرية السورية                 | مساعد أول      | مساعد أول      | مساعد أول      | مساعد ثاني     | مساعد ثاني     | مساعد ثاني     | مساعد          | مساعد          | رقيب أول       | رقيب أول       | رقيب ثاني      | رقيب ثاني      | رقيب ثاني      | رقيب ثاني      | رقيب ثاني      | رقيب ثاني      | رقيب           | رقيب           | رقيب           | رقيب           | رقيب           | رقيب           | عريف           | عريف           | عريف           | عريف           | جندي أول       | جندي أول       | جندي أول | جندي أول | جندي أول | جندي أول | جندي    | جندي    |           |           |
| القوات الجوية العربية السورية · |                |                |                |                |                |                |                |                |                |                |                |                |                |                |                |                |                |                |                |                |                |                |                |                |                |                |                |                |          |          |          |          |         |         | بدون شارة | بدون شارة |
| القوات الجوية العربية السورية · | مساعد أول      | مساعد أول      | مساعد أول      | مساعد ثاني     | مساعد ثاني     | مساعد ثاني     | مساعد          | مساعد          | رقيب أول       | رقيب أول       | رقيب ثاني      | رقيب ثاني      | رقيب ثاني      | رقيب ثاني      | رقيب ثاني      | رقيب ثاني      | رقيب           | رقيب           | رقيب           | رقيب           | رقيب           | رقيب           | عريف           | عريف           | عريف           | عريف           | جندي أول       | جندي أول       | جندي أول | جندي أول | جندي أول | جندي أول | جندي    | جندي    |           |           |
| القوة العسكرية                  | كبار ضباط الصف | كبار ضباط الصف | كبار ضباط الصف | كبار ضباط الصف | كبار ضباط الصف | كبار ضباط الصف | كبار ضباط الصف | كبار ضباط الصف | كبار ضباط الصف | كبار ضباط الصف | كبار ضباط الصف | كبار ضباط الصف | كبار ضباط الصف | كبار ضباط الصف | كبار ضباط الصف | كبار ضباط الصف | كبار ضباط الصف | كبار ضباط الصف | كبار ضباط الصف | كبار ضباط الصف | كبار ضباط الصف | كبار ضباط الصف | صغار ضباط الصف | صغار ضباط الصف | صغار ضباط الصف | صغار ضباط الصف | صغار ضباط الصف | صغار ضباط الصف | الأفراد  | الأفراد  | الأفراد  | الأفراد  | الأفراد | الأفراد | الأفراد   | الأفراد   |